# Метална пяна
Металната пяна е клетъчна структура, състояща се от твърд метал (често алуминий) с газови пори, съдържащи голяма част от обема. Порите могат да бъдат запечатани (пяна със затворени клетки) или свързани помежду си (отворена клетъчна пяна). Определящата характеристика на металните пени е висока порьозност: обикновено само 5 – 25% от обема е основният метал, което прави свръхлек материал. Здравината на материала се дължи на структурата с кубчета.
Металните пени обикновено запазват някои физични свойства на основния си материал. Пяната, изработена от незапалим метал, остава незапалим и като цяло може да бъде рециклирана като основен материал. Коефициентът му на термично разширение е подобен, докато топлинната проводимост вероятно намалява.

## Метална пяна с отворени клетки
Метална пяна с отворена клетка, наричана още метална гъба, може да се използва в топлообменници (компактно охлаждане на електрониката, криогенни резервоари, РСМ топлообменници), абсорбция на енергия, дифузия на потока и оптика. Високата цена на материала обикновено ограничава употребата му основно за напреднали технологии, аерокосмическа индустрия и производство.
Фини пенопласти с отворени клетки, с клетки по-малки от тези, които могат да се видят директно, се използват като високотемпературни филтри в химическата промишленост.
Метални пенопласти се използват в компактни топлообменници за увеличаване на преноса на топлина с цената на намаленото налягане. Въпреки това, тяхното използване позволява значително намаляване на физическите размери и разходите за производство. Повечето видове от тези материали използват идеализирани и периодични структури или усреднени макроскопични свойства.
Металната гъба има много голяма повърхностна площ за единица тегло и катализаторите често се оформят в метална гъба, като паладиево черно, платинена гъба и порест никел. Метали като осмиев и паладиев хидрид са метафорично наречени „метални гъби“, но този термин се отнася до тяхната способност да се свързват с водород, а не с физическата структура.

### производство
Пенопластите с отворена клетка се произвеждат чрез леярна или прахова металургия. В метода на праховата се използват „пространствени държатели“; както подсказва името им, те изграждат порите и каналите. При процесите на леене пяната се отлива със скелет от полиуретанова пяна с отворена клетка.

## Затворени клетки
Металната пяна със затворени клетки за първи път е докладвана през 1926 г. от Meller във френски патент, където се предлага разпенване на леки метали, или чрез инжектиране на инертен газ, или чрез разпенващ агент. Два патента върху подобен на гъба метал са издадени на Бенджамин Сосник през 1948 г. и 1951 г., които прилагат пари от живак за продухване на течен алуминий.
Металните пяни със затворени клетки са разработени през 1956 г. от John C. Elliott в Bjorksten Research Laboratories. Въпреки че първите прототипи са били налични през 50-те години на миналия век, търговското производство започва през 1990-те години от компанията Shinko Wire в Япония. Металните пяни със затворени клетки се използват предимно като абсорбиращ удари материал, подобно на полимерните пени във велосипедна каска, но за по-големи ударни натоварвания. За разлика от много полимерни пени, металните пени остават деформирани след удара и следователно могат да се деформират само веднъж. Те са леки (обикновено 10 – 25% от плътността на една и съща непореста сплав; обикновено тези от алуминий) и твърди и често се предлагат като лек конструктивен материал. Въпреки това, те не са широко използвани за тази цел.
Затворените пенопласти запазват огнеустойчивостта и потенциала за рециклиране на други метални пени, но добавят свойството да плават във вода.

### производство
Пените обикновено се получават чрез инжектиране на газ или смесване на разпенващ агент в стопен метал. Стопилката може да се разпенва чрез създаване на газови мехурчета в материала. Обикновено мехурчетата в разтопения метал са силно плаващи в течността с висока плътност и бързо се издигат на повърхността. Това покачване може да бъде забавено чрез увеличаване на вискозитета на стопения метал чрез добавяне на керамични прахове или сплавни елементи, за да се образуват стабилизиращи частици в стопилката или по друг начин. Металните стопилки могат да се разпенват по един от следните три начина:
- чрез инжектиране на газ в течния метал от външен източник;
- чрез предизвикване на образуване на газ в течността чрез смесване на газообразуващи вещества, отделящи газ, с разтопения метал;
- чрез предизвикване на утаяване на газ, който преди това беше разтворен в стопения метал.

За стабилизиране на мехурчета от разтопен метал се изискват високотемпературни пенообразуващи агенти (нано- или микрометрични твърди частици). Размерът на порите или клетките обикновено е 1 до 8 mm. Когато се използват пяна или разпенващи агенти, те се смесват с прахообразния метал преди да се разтопи. Това е така нареченият „прахов път“ на разпенване и вероятно е най-добре установеният (от индустриална гледна точка). След смесване на метални (например алуминиеви) прахове и пенообразуватели (напр. TiH2), те се пресоват в компактен, твърд прекурсор, който може да бъде достъпен под формата на заготовка, лист или тел. Производството на прекурсори може да се осъществи чрез комбинация от процеси на образуване на материали, като пресоване на прах, екструдиране (директно или съответстващо) и плоско валцоване.

## Приложение
Композитната метална пяна (CMF) е образувана от кухи зърна от един метал в твърда матрица на друг, като стомана в рамките на алуминий, показваща 5 до 6 пъти по-голяма якост на съотношението и повече от 7 пъти по-голяма абсорбция на енергия от предишните метални пени.
По-малко от един инч дебела на плоча от пяната има достатъчно съпротивление, за да спре куршум от M2, 7,62 x 63 mm. Изпитваната плоча превъзхожда твърда метална плоча с подобна дебелина, като същевременно тежи много по-малко. Други потенциални приложения включват пренос на ядрени отпадъци (защита от рентгенови лъчи, гама лъчи и неутронна радиация) или топлоизолация за навлизащите в атмосферата на космически кораби, с двойно по-голяма устойчивост на огън и топлина от обикновените метали.
КМП може да замени бронята от валцувана стомана със същата защита за една трета от теглото. Тя може да блокира фрагменти и ударните вълни, които са отговорни за мозъчни травми. КМП от неръждаема стомана може да блокира удърната вълна и шрапнелите при 5000 фута в секунда от високо взривоопасни минни кръгове, които се взривяват на 18 инча от щита. Стоманените плоскости КМП (дебелина 9,5 mm или 16,75 mm) бяха поставени на 18 инча от ударната плоча, задържана срещу вълната на налягане на взрива и срещу фрагментите от мед и стомана, създадени от кръг от 23 × 152 mm мини (както при противовъздушни оръжия).

### Ортопедия
Пенометал се използва в експериментални животински протези. В това приложение се пробива отвор в костта и се вкарва метална пяна, като костта се разраства в пяната за постоянно съединение. За ортопедични приложения, танталови или титанови пяни са общи за тяхната якост на опън, устойчивост на корозия и биосъвместимост. Задните крака на сибирското хъски на име Триумф получиха метални протези от пяна. Проучванията при бозайници показват, че порьозните метали, като титанова пяна, могат да позволят васкуларизация в порестата област.

### автомобилостроене
Основните функции на металните пени в превозните средства са да се увеличи шумопоглъщането, да се намали теглото, да се увеличи поглъщането на енергия в случай на катастрофи и (във военни приложения) да се противодейства на силата на сътресението. Като пример, тръби с пълнеж от пяна могат да се използват като решетки срещу проникване. Поради тяхната ниска плътност (0,4 – 0,9 g /cm3) се обръща особено внимание на алуминиевите сплави. Тези пяни са твърди, огнеустойчиви, нетоксични, рециклируеми, енергийно абсорбиращи, по-малко топлопроводими, по-малко магнитно пропускливи, и по-ефективно звукоизолиране в сравнение с кухи части. Металните пяни в кухите части на автомобила намаляват точките на слабост, обикновено свързани с катастрофи и вибрации. Тези пени са евтини за производство с праховата металургия, в сравнение с други кухи части.
В сравнение с полимерните пени в превозните средства, металните пяни са по-твърди, по-силни, по-енергийно абсорбиращи се и устойчиви на огън и атмосферни влияния от UV светлина, влажност и температурни колебания. Те обаче са по-тежки, по-скъпи и неизолиращи.
Технологията за метална пяна е приложена към автомобилните отработени газове. В сравнение с традиционните каталитични конвертори, които използват кордиеритна керамика като субстрат, металната пяна предлага по-добър топлообмен и показва отлични транспортни свойства (висока турбулентност) и може да намали количеството материал на платинения катализатор.
|  | Тази страница частично или изцяло представлява превод на страницата Metal foam в Уикипедия на английски. Оригиналният текст, както и този превод, са защитени от Лиценза „Криейтив Комънс – Признание – Споделяне на споделеното“, а за съдържание, създадено преди юни 2009 година – от Лиценза за свободна документация на ГНУ. Прегледайте историята на редакциите на оригиналната страница, както и на преводната страница, за да видите списъка на съавторите. ВАЖНО: Този шаблон се отнася единствено до авторските права върху съдържанието на статията. Добавянето му не отменя изискването да се посочват конкретни източници на твърденията, които да бъдат благонадеждни. |